# Leonardo Botta
Leonardo Botta (Roma, 5 gennaio 1931 – Roma, 4 agosto 2019) è stato un attore italiano.

## Biografia
Divenne noto per i film Gli sbandati (1955) diretto da Francesco Maselli, Guendalina (1957) diretto da Alberto Lattuada, 3 straniere a Roma (1958) diretto da Claudio Gora e L'ultima preda del vampiro (1960) diretto da Piero Regnoli. Nel 16 gennaio 2015 pubblicò il libro Un melograno pieno di racconti.

## Filmografia
- La vena d'oro, regia di Mauro Bolognini (1955)
- La vedova X, regia di Lewis Milestone (1955)
- Gli sbandati, regia di Citto Maselli (1955)
- I due compari, regia di Carlo Borghesio (1955)
- Guendalina, regia di Alberto Lattuada (1957)
- 3 straniere a Roma, regia di Claudio Gora (1958)
- La maja desnuda (The Naked Maja), regia di Henry Koster (1958)
- Giuditta e Oloferne, regia di Fernando Cerchio (1959)
- La dolce vita, regia di Federico Fellini (1960)
- L'ultima preda del vampiro, regia di Piero Regnoli (1960)
- Vanina Vanini, regia di Roberto Rossellini (1961)
- Caterina di Russia, regia di Umberto Lenzi (1963)
- Gidget a Roma (Gidget Goes to Rome), regia di Paul Wendkos (1963)

## Doppiatori italiani
- Giuseppe Rinaldi in I due compari
- Gianfranco Bellini in 3 straniere a Roma
- Massimo Turci in La maja desnuda
- Cesare Barbetti in Caterina di Russia